# Johns Cirque
Der Johns Cirque ist ein Bergkessel im ostantarktischen Viktorialand. In der Cruzen Range liegt er auf der Ostseite des McLean Buttress.
Das Advisory Committee on Antarctic Names benannte den Bergkessel 2005 nach Bjorn Johns, von 1996 bis 2005 Projektmanager des NAVSTAR GPS.